# 朝はどこから
「朝はどこから」（あさはどこから）は、1946年（昭和21年）5月にコロムビアレコードから発売された日本のラジオ歌謡 
。朝日新聞の懸賞応募曲である。
作詞は森まさる。作曲は橋本国彦。歌は岡本敦郎、安西愛子 。
1946年（昭和21年）3月、敗戦直後の日本を励ますため、朝日新聞が賞金1千円で、健康的なホームソングを全国に募集したものである。10,526通の応募の中から一等当選歌となったものが、「朝はどこから」であった。同時に児童向きの曲「赤ちゃんのお耳」も一等当選となった。
ラジオ歌謡の第2弾として、安西愛子指導の東京放送合唱団の歌唱によってラジオで流された。戦後第1回のコロムビアレコードのオーディションでコロムビアに入った岡本敦郎のデビュー曲でもある。
2006年（平成18年）に文化庁と日本PTA全国協議会が「日本の歌百選」に選定。

## エピソード
岐阜県多治見市に本店を構える金融機関、東濃信用金庫の一部店舗では、前身の一つ「多治見信用金庫」時代から平休日問わず朝7時（JST）になると店舗屋上の行名塔下に設置されたトランペットスピーカーからこの曲（インスト）が流れており、目覚まし時計のような働きも兼ねていると店舗周辺の住民から評判となっていた時期があった。その一方で騒音問題も絡んだ一部周辺住民からのクレームも絶えなかったが、同問題や装置の老朽化もあって、1980年代前半には廃止された。